# Daan Kagchelland
Daan Kagchelland (właśc. Daniël Marinus Johannes Kagchelland, ur. 25 marca 1914 w Rotterdamie, zm. 24 grudnia 1998 w Hadze) – holenderski żeglarz, olimpijczyk, zdobywca złotego medalu w regatach na Letnich Igrzyskach Olimpijskich w 1936 roku w Berlinie.
Na Letnich Igrzyskach Olimpijskich 1936 zdobył złoto w żeglarskiej klasie O-Jolle. Do tych zawodów odbyły się krajowe eliminacje, a Ricus van de Stadt udał się na olimpijskie regaty jako rezerwowy.
Był członkiem Rotterdamse Zeil Vereniging, a w latach 1937–38 został mistrzem kraju.